# دان کارابین
دان کارابین (چکی: Dan Karabin؛ زادهٔ ۱۸ فوریهٔ ۱۹۵۵) کشتی‌گیر اهل چکسلواکی است.